# Life looks better in spring
«Life looks better in spring» (en español: La vida se ve mejor en primavera) es una canción compuesta por Lambrianides Nasos y Melis Konstantinou. 
La canción, producida por Jon Gregory e interpretada por Jon Lilygreen & The Islanders, representó a Chipre en el Festival de la Canción de Eurovisión 2010celebrado en Oslo, Noruega. Llegó a la segunda semifinal el 27 de mayo, y  logró pasar. Actuó en la Gran Final el 29 de mayo. El tema ganó la selección nacional chipriota, que se celebró el 7 de febrero de 2010.
La canción se interpretó en inglés, idioma que ha sido uno de los más utilizados en la última década en el festival.